# Максимовка (Жердевский район)
Максимовка — деревня в Жердевском районе Тамбовской области России. 
Входит в Алексеевский сельсовет.

## География
Расположена на реке Бурначка (правом притоке Савалы), в 19 км к северу от райцентра, города Жердевка, и в 82 км по прямой к югу от центра города Тамбова.
На севере примыкает к селу Алексеевка (центру сельсовета).

## Население
| 2002 | 2010 |
| ---- | ---- |
| 309  | →309 |

Согласно результатам переписи 2002 года, в национальной структуре населения русские составляли 96 % от жителей.